# إل. رويال كريستنسن
إل. رويال كريستنسن (بالإنجليزية: Lauritz Royal Christensen)‏ هو عالم وبائيات ‏ وأستاذ جامعي أمريكي، ولد في 1915، وتوفي في 22 مارس 1997 في ماديسون في الولايات المتحدة.